# Agnès de Montefeltro
Agnès de Montefeltro (Gubbio, 1470 – Rome, 1er avril 1523) est la fille de Frédéric de Montefeltro, duc d'Urbino, et de sa seconde épouse, Battista Sforza.

## Biographie
On sait peu de choses sur l'enfance d'Agnès. Sa mère est décédée en 1472 alors qu'elle n'a que deux ans . Son père meurt en 1482, et elle est confiée, avec ses sœurs aînées, aux soins de son oncle paternel, le cardinal Ottaviano Ubaldini della Carda. Elle est peut-être éduquée par l'humaniste Vespasiano da Bisticci, ancien conservateur de la bibliothèque du duc Frédéric. Son éducation à la cour d'Urbino et l'influence des membres féminins de sa famille contribuent à forger le caractère d'Agnès, qui reste en contact avec elles tout au long de sa vie.
Le 20 janvier 1489, elle épouse Fabrizio Colonna, duc de Paliano, membre important de la noblesse romaine. Le contrat de mariage, signé l'année précédente, prévoit le paiement d'une dot de 12 000 florins d'or. Ce mariage fait partie d'une stratégie visant à consolider un réseau d'alliances matrimoniales entre les familles de Montefeltro, della Rovere, Sanseverino, Malatesta, Gonzague et les Colonna.
Le couple a six enfants :
- Vittoria Colonna (1490-1547), femme de lettres,
- Frédéric Colonna (1497-1516),
- Ascanio Colonna (1500-1557), duc de Paliano, époux de Giovanna d’Aragona,
- Ferdinand Colonna,
- Camille Colonna,
- Marcellus Colonna.

Elle devient veuve avec la mort de son mari en 1520. Elle meurt sur le chemin de Rome, au retour d'un pèlerinage à la Sainte Maison de Lorette.

## Sources
- (it) Cet article est partiellement ou en totalité issu de l’article de Wikipédia en italien intitulé « Agnese di Montefeltro » (voir la liste des auteurs).